# Brunkronad solfjäderstjärt
Brunkronad solfjäderstjärt (Rhipidura diluta) är en fågel i familjen solfjäderstjärtar inom ordningen tättingar.

## Utbredning och systematik
Brunkronad solfjäderstjärt delas in i två underarter:
- Rhipidura diluta sumbawensis – förekommer på ön Sumbawa i västra Små Sundaöarna
- Rhipidura diluta diluta – förekommer på västra Små Sundaöarna på öarna Flores och Lomblen

## Status
IUCN kategoriserar arten som livskraftig.